# پرنسس دو بروی
پرنسس دو بروی (انگلیسی: The Princesse de Broglie) یک نقاشی روغنی از ژان اگوست دومینیک انگر، هنرمند نئوکلاسیست فرانسوی است که بین سال‌های ۱۸۵۱ و ۱۸۵۳ تکمیل شد. این نقاشی هم‌اکنون در موزه متروپولیتن نیویورک قرار دارد.